# Teatro Giuseppe Verdi (Padova)

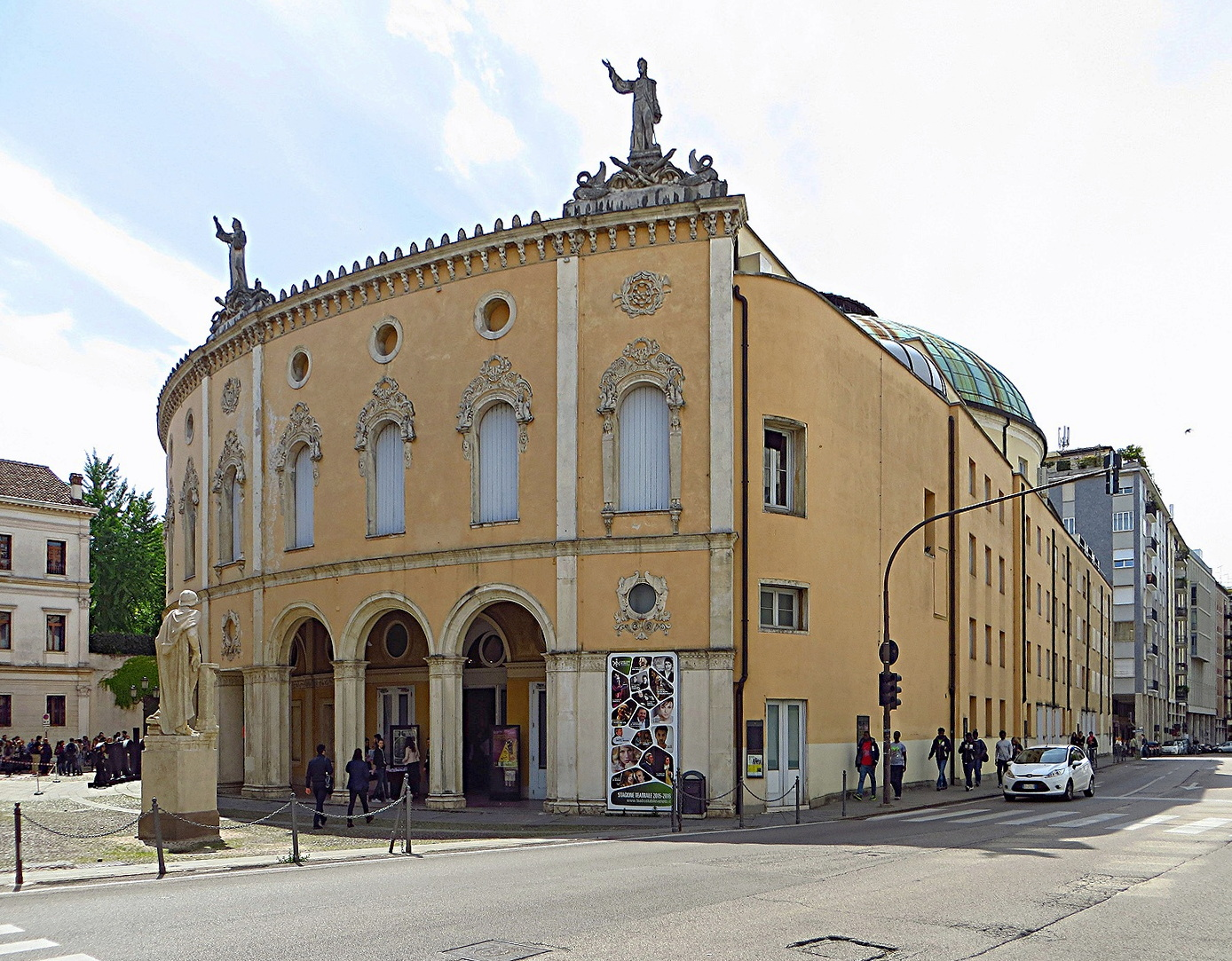
Teatro Verdi (Padua)

Het Teatro Giuseppe Verdi (1749) is het theater en operahuis van de stad Padua (Noord-Italië).
In 1749 startte de vereniging Nobile Società del Teatro Nuovo met de bouw van een stedelijk theater. Een 60-tal notabelen van de stad financierden de bouw. De toenmalige naam was Teatro Nuovo of Nieuw Theater. Het onderging na zijn afwerking al, meteen verschillende restauratiewerken; een grote restauratie van de gevel vond plaats in 1847. Het theater was het tweede gebouw in de provincie Venetië die ‘s nachts verlicht was door gasverlichting (1847).
In de jaren ’80 van de 19e eeuw werd het interieur hernieuwd en kreeg het theater zijn huidig uitzicht. Tevens werd de glazen koepel met de kristallen luster aangepakt. De theaterscène en zetels werden volledig vernieuwd. Het theaterbestuur maakte van de gelegenheid gebruik om een nieuwe naam te geven: Giuseppe Verdi. Op 8 juni 1884 vond de inhuldiging van het theater Giuseppe Verdi plaats. Verdi bedankte voor de eer van een theater met zijn naam, maar kwam niet naar de inhuldiging.
Na de Tweede Wereldoorlog werd de stad Padua eigenaar van het theater. Tegenwoordig is het theater deel van het theaternetwerk Teatro Stabile Veneto, een cluster van theaters in de provincie Veneto.